# Anne
Anne ist ein weiblicher, seltener auch männlicher Vorname. Unter anderem im friesischen Sprachgebiet der Niederlande wird der Name auch als männlicher Vorname verwendet (Aussprache: Oòne).

## Herkunft und Bedeutung
Anne ist in der Regel eine Variante des weiblichen Vornamens Anna.
Anne kommt aus dem Hebräischen und bedeutet „Anmut“, „Liebreiz“, „Gnade“.
In der türkischen Sprache bedeutet das Wort „anne“ Mama oder Mutter.

## Varianten
- Ann
- Annalisa
- Annegret
- Anneli
- Annelie
- Anneliese
- Annerose
- Annette

## Weibliche Namensträger
- Anne, Princess Royal (* 1950), britische Prinzessin und Tochter von Elisabeth II.
- Anne de Bretagne (bretonisch Anna Vreizh; 1477–1514), von 1489 bis 1491 und von 1498 bis 1514 Herzogin der Bretagne
- Anne de Xainctonge (1567–1621), Gründerin der Gesellschaft der heiligen Ursula von Anne de Xainctonge
- Anne of York, Duchess of Exeter (1439–1476), englische Adlige
- Anne of York, Lady Howard (1475–1511), englische Prinzessin
- Anne Albrecht (* 1983), deutsche Neurologin
- Anne Bancroft (1931–2005), US-amerikanische Schauspielerin
- Anne Berge (* 1966), norwegische Skirennläuferin
- Ánne Máddji Heatta Bjelland (* 1983), als Máddji bekannte norwegisch-samische Joikerin
- Anne Marit Bjørnflaten (* 1969), norwegische Politikerin
- Anne Boleyn (1507–1536), zweite Ehefrau König Heinrichs VIII. von England
- Anne Bonny (≈1690–?), bekannte Piratin
- Anne Briscoe (1918–2014), US-amerikanische Biochemikerin und Aktivistin
- Anne-Violaine Brisou (* 1963), französische Einspänner-Fahrerin und Reiterin
- Anne Brorhilker (* 1973), deutsche Staatsanwältin
- Anne Cameron (1938–2022), kanadische Schriftstellerin und Drehbuchautorin
- Anne E. Carpenter, US-amerikanische Zytologin und KI-Forscherin
- Anne Carson (* 1950), kanadische Dichterin und Schriftstellerin
- Anne-Pascale Clairembourg (* 1975), belgische Schauspielerin
- Anne Diemer, (* 1981), deutsche Schauspielerin
- Anne Berit Eid (* 1957), norwegische Orientierungsläuferin
- Anne Karin Elstad (1938–2012), norwegische Schriftstellerin
- Anne Frank (1929–1945), jüdisches deutsches Mädchen, das während des Zweiten Weltkriegs dem nationalsozialistischen Völkermord zum Opfer fiel
- Anne Gellinek (* 1962), deutsche Journalistin und Fernsehmoderatorin
- Anne Gesthuysen (* 1969), deutsche Journalistin und Moderatorin
- Anne Goscinny (* 1968), französische Schriftstellerin
- Anne-Kat. Hærland (* 1972), norwegische Komikerin, Moderatorin und Autorin
- Anne Hathaway (* 1982), US-amerikanische Schauspielerin
- Anne Heche (1969–2022), US-amerikanische Schauspielerin
- Anne Hubinger (* 1993), deutsche Handballspielerin
- Anne Krohn (* 1983), deutsche Volleyball- und Beachvolleyballspielerin
- Anne Krüger (* 1979), deutsche Shorttrackerin
- Anne Lepper (* 1978), deutsche Schriftstellerin und Dramatikerin
- Anne Leucht (* 1983), deutsche Mathematikerin und Hochschullehrerin
- Anne Lindmo (* 1970), norwegische Moderatorin
- Anne von Linstow (* 1968), deutsche Schauspielerin
- Anne zu Löwenstein-Wertheim-Freudenberg (1864–1927), britische Flugpionierin
- Anne Lundmark (* 1951), schwedische Orientierungsläuferin
- Anne Marie Louise d’Orléans (1627–1693), Herzogin von Montpensier
- Anne May (* 1961), deutsche Literaturwissenschaftlerin und Bibliotheksdirektorin
- Anne Menden (* 1985), deutsche Schauspielerin
- Anne-Sophie Mutter (* 1963), deutsche Violinistin
- Anne Nuorgam (* 1964), finnisch-samische Politikerin
- Anne Pedersdotter (15??–1590), norwegische vermeintliche Hexe
- Anne Grete Preus (1957–2019), norwegische Rockmusikerin
- Anne Ratte-Polle (* 1974), deutsche Schauspielerin
- Anne Rice (1941–2021), US-amerikanische Schriftstellerin
- Anne Riethmüller (* 1967), deutsche Juristin, Rechtsanwältin und Verfassungsrichterin
- Anne Sila (* 1990), französische Sängerin und Cellistin
- Anne Kathrine Slungård (* 1964), norwegische Politikerin
- Anne Spiegel (* 1980), deutsche Politikerin
- Anne Stuart (1665–1714), Königin von Großbritannien und Irland
- Anne Kristin Sydnes (1956–2017), norwegische Politikerin
- Anne Gnahouret Tatret, ivorische Politikerin
- Anne Beathe Tvinnereim (* 1974), norwegische Diplomatin und Politikerin
- Anne Petrea Vik (* 1933), norwegische Politikerin
- Anne Wiazemsky (1947–2017), französische Schauspielerin und Schriftstellerin
- Anne Will (* 1966), deutsche Journalistin und TV-Moderatorin

als Künstlername:
- Anne-Karin (* 1948), deutsche Schlagersängerin und Moderatorin

## Männliche Namensträger
- Anne van der Bijl (1928–2022), niederländischer Missionar
- Anne Jacques de Bullion (1679–1745), französischer Offizier
- Anne de Joyeuse (1560–1587), Herzog von Joyeuse und Admiral von Frankreich
- Anne de Montmorency (1493–1567), erster Herzog von Montmorency und Pair von Frankreich
- Anne-Jules de Noailles (1650–1708), Herzog von Noailles und Marschall von Frankreich
- Anne Danican Philidor (1681–1728), französischer Komponist und Hofmusiker des Barock
- Anne de Vries (1904–1964), niederländischer Schriftsteller

## Nachname
- Mame-Ibra Anne (* 1989), französischer Leichtathlet
- Souleymane Anne (* 1997), mauretanischer Fußballspieler

## Sonstiges
- Herrscherinnen namens Anne siehe unter Anna #Herrscherinnen
- Satz von Anne, Aussage aus der Elementargeometrie
- Anne Hill, Berg in Antarktika
- Anne (Elefant), Elefant
- Anne, Lied des Musikers Herman van Veen